# چوبه دار (فیلم)
چوبه دار (انگلیسی: The Gallows) یک فیلم ترسناک فراطبیعی آمریکایی در سبک ویدئوی پیداشده محصول سال ۲۰۱۵ به نویسندگی و کارگردانی کریس لوفینگ و تراویس کلاف است. در این فیلم ریس میشلر، فایفر براون، رایان شوس و کسیدی گیفورد به ایفای نقش پرداخته‌اند.
این فیلم توسط برادران وارنر و نیو لاین سینما در ۱۰ ژوئیه ۲۰۱۵ در ایالات متحده اکران شد. این فیلم تا حد زیادی مورد علاقه منتقدان و تماشاگران نبود اما در مقابل بودجه ۱۰۰٫۰۰۰ دلاری در سراسر جهان ۴۳ میلیون دلار فروخت. دنباله‌ای به نام چوبه دار ۲ در اکتبر ۲۰۱۹ منتشر شد.